# صموئيل كوستا (لاعب كرة قدم)
صموئيل كوستا هو لاعب كرة قدم برتغالي، ولد في 27 نوفمبر 2000 في أفيرو في البرتغال.

## وصلات خارجية
- صموئيل كوستا على موقع قاعدة بيانات كرة القدم.إي يو (الإنجليزية)
- صموئيل كوستا على موقع Soccerbase.com (لاعب) (الإنجليزية)
- صموئيل كوستا على موقع Soccerway.com (الإنجليزية)
- صموئيل كوستا على موقع عالم كرة القدم.نت (الإنجليزية)